# Зобищи (Вязниковский район)
Зоби́щи  — деревня в составе Октябрьского сельского поселения в Вязниковском районе Владимирской области России. Этот населённый пункт состоит из одной улицы.

## География
Деревня Зобищи расположена в 5 километрах от железнодорожной станции Сеньково на линии Ковров — Нижний Новгород.

## Население
| 1859 | 1905 | 1926 | 2002 | 2010 | 2021 |
| ---- | ---- | ---- | ---- | ---- | ---- |
| 100  | ↗112 | ↗195 | ↘35  | ↘32  | ↘22  |